# Nigeria Customs Service
Nigeria Customs Service är en volleybollklubb från Abuja, Nigeria. Klubben har både dam- och herrlag, som bägge tillhör eliten i Nigeria. Klubben vann 2018 nigerianska mästarskapet, både för herrar och för damer. Herrlaget behöll titeln 2019, medan damlaget blev tvåa. Herrlaget blev trea 2021, medan damlaget kom tvåa. Bägge lagen vann Nigeria Super Cup 2022.
Internationell har damlaget som bäst nått semifinal i Women's African Club Championship, vilket de gjorde 2020/2021, medan herrlaget som bäst kommit sjua i Men's African Club Championship, vilket de gjorde 2021/2022.